# Oxyrhopus melanogenys
Oxyrhopus melanogenys, mais conhecido como a falsa coral de Tschudi, é uma espécie de colubrídeo encontrado na parte norte da América do Sul.

## Descrição
Os adultos podem atingir um comprimento total de 68 cm, com um rabo de 17 cm de comprimento.
Dorsalmente, ele é vermelho ou marrom avermelhado. É muitas vezes confundido com Oxyrhopus trigeminus.

## Subespécies
Existem duas subespécies dessa espécie:
- Oxyrhopus melanogenys melanogenys (Tschudi, 1845)
- Oxyrhopus melanogenys orientalis Cunha & Nascimento, 1983

## Distribuição geográfica
O. m. melanogenys é nativo da Bolívia, Peru, Brasil (Rondônia, Amazonas, Pará), Equador, Colômbia, Guiana, Venezuela (Amazonas e Bolívar).
O. m. orientalis é nativo do Peru e Brasil (Pará).

## Ler mais
- Cunha, O. R. da, e F. P. do Nascimento. 1983. Os Ofidios da Amazônia. XIX. As espécies de Oxyrhopus Wagler, com uma subespécie nova, e Pseudoboa Schneider, na Amazônia oriental e Maranhão (Ophidia: Colubridae). Boletim do Museu Paraense Emílio Goeldi, Nova Série, Zoologia (112): 1-42. (Oxyrhopus melanogenys orientalis)
- Tschudi, J. J. De 1845. Reptilium conspectus quae na Republica Peruana reperiuntur et pleraque observata vel collecta sunt in itinere. Archiv für Naturgeshichte 11 (1): 150-170. (Sphenocephalus melanogenys, p. 163.)